# Amtsgericht Fiddichow
Das Amtsgericht Fiddichow war ein preußisches Amtsgericht mit Sitz in der Stadt Fiddichow in der Provinz Pommern.

## Geschichte
Von 1849 bis 1879 bestand die Gerichtskommission Fiddichow des Kreisgerichts Greifenhagen. Das königlich preußische Amtsgericht Fiddichow wurde mit der Verordnung, betreffend die Errichtung von Amtsgerichten in Fiddichow und Leschnitz vom 21. September 1882 als 15tes Amtsgericht im Bezirk des Landgerichtes Stettin im Bezirk des Oberlandesgerichtes Stettin gebildet. Der Sitz des Gerichtes war die Stadt Fiddichow. Mit den Reichsjustizgesetzen waren 1879 reichsweit einheitlich Amtsgerichte geschaffen worden. Zunächst hatte das Landgericht Stettin 14 Amtsgerichte gehabt, mit der Bildung des Amtsgerichtes Fiddichow wurden es 15. Sein Sprengel setzte sich wie folgt zusammen: aus dem Kreis Greifenberg der Stadtbezirk Fiddichow, die Amtsbezirke Nipperwiese und Roderbeck, der Amtsbezirk Heinrichsdorf ohne den Gemeinde- und Gutsbezirk Heinrichsdorf und die Kolonie Schulzendorf, der Amtsbezirk Brusenfelde ohne die Kolonie Crazfelde, der Amtsbezirk Selchow ohne den Gemeinde- und Gutsbezirk Groß-Schönfeld und der Amtsbezirk Steinwehr ohne den Gemeinde- und Gutsbezirk Steinwehr nebst Wehrsfelde und den Gemeinde- und Gutsbezirk Streesow.
Im Jahre 1945 wurde Fiddichow unter polnische Verwaltung gestellt, und das Amtsgericht Fiddichow stellte seine Arbeit ein.